# Орнитохейриды
Орнитохейри́ды (лат. Ornithocheiridae) — семейство птерозавров из подотряда Pterodactyloidea, живших в меловом периоде. Подобно сегодняшним альбатросам, они обитали возле водоёмов и питались рыбой.

## Описание
Все представители семейства имели размах крыльев более метра, большинство достигало от 3 до 4,5 или даже до 6 метров (Coloborhynchus). В китайской провинции Жэхэ было найдено яйцо с эмбрионом, размах крыльев которого был 25 сантиметров.
В отличие от связанного с ним семейства беззубых птеранодонтид, челюсти орнитохейрид были оснащены зубами, причём передние были особенно большими. В передней части клюва часто находился округлый или треугольный костяной гребень, который мог служить для улучшения аэродинамики или облегчения ныряния.

## Систематика
Орнитохейриды вместе с Istiodactylus и связанных с ними видов беззубых птеранодона и никтозавра составляют кладу Ornithocheiroidea, одну из четырёх крупных эволюционных линий, произошедших от птеродактилей.

### Классификация
- Anhanguera
- Arthurdactylus
- Boreopterus
- Brasileodactylus
- Coloborhynchus
- Haopterus
- Liaoningopterus
- Liaoxipterus
- Ludodactylus
- Ornithocheirus
- Piksi